# Namadytes pallidus
Namadytes pallidus är en tvåvingeart som först beskrevs av Hesse 1972.  Namadytes pallidus ingår i släktet Namadytes och familjen Mydidae.
Artens utbredningsområde är Namibia. Inga underarter finns listade i Catalogue of Life.